# Halina Świderska-Koneczna

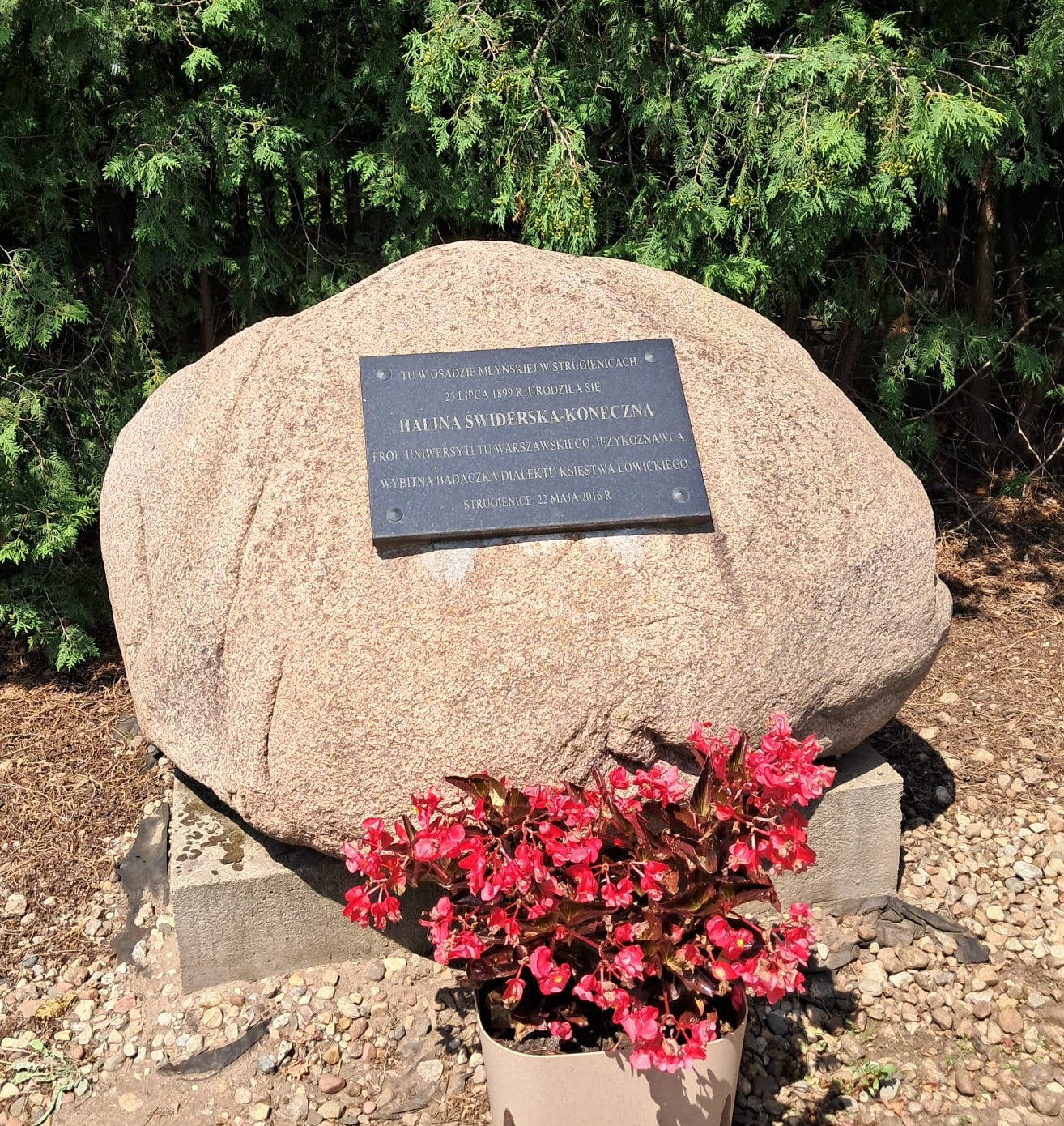
Głaz upamiętniający Halinę Świderską-Koneczną w Strugienicach.

Halina Świderska-Koneczna (ur. 25 lipca 1899 w Strugienicach, zm. 29 marca 1961) – polska językoznawczyni, badaczka gwary łowickiej, profesor nadzwyczajny Uniwersytetu Warszawskiego.

## Wczesne lata
Urodziła się w osadzie młyńskiej w Strugienicach, gdzie jej rodzice prowadzili nowoczesny młyn wodny. Ukończyła pensję żeńską w Łowiczu, a następnie szkołę handlową T. Raczkowskiej w Warszawie oraz Wyższe Kursy Naukowo-Pedagogiczne.

## Praca zawodowa
Podjęła studia na kierunku polonistyka i slawistyka na Uniwersytecie Warszawskim a po ich ukończeniu kontynuowała pracę jako pracownik naukowo-dydaktyczny tej uczelni. Uzyskała stopień doktora na podstawie pracy pt. Dialekt Księstwa Łowickiego oraz stopień doktora habilitowanego na podstawie pracy pt. Studium eksperymentalne artykulacji głoski polskiej (1934). Od 1937 r. należała do Towarzystwa Naukowego Warszawskiego. W okresie II wojny światowej przebywała w rodzinnej miejscowości Strugienice, gdzie pracowała jako nauczyciel tajnego nauczania. Po wyzwoleniu powróciła do pracy na Uniwersytecie Warszawskim. W 1951 r. uzyskała tytuł profesora nadzwyczajnego tej uczelni.

## Publikacje (wybór)
Dorobek naukowy Haliny Świderskiej-Konecznej obejmuje kilkadziesiąt rozpraw. Do najistotniejszych należą:
- Dialekt Księstwa Łowickiego (1929)
- Próba objaśnienia przegłosu w językach słowiańskich (1934)
- Wzdłużenia zastępcze w językach słowiańskich (1934)
- Przekroje rentgenograficzne głosek polskich (1951, we współpracy z W. Zawadowskim)
- Charakterystyka fonetyczna języka polskiego na tle innych języków słowiańskich (1965)

## Upamiętnienie
W 2016 r. na terenie dawnej osady młyńskiej w Strugienicach odsłonięto pamiątkowy poświęcony Halinie Świderskiej-Konecznej.  